# Parc de découverte Eana
Pour les articles homonymes, voir Eana.
Eana, parc de l'abbaye du Valasse est un site, ouvert de 2008 à 2012, mêlant histoire, patrimoine naturel et culturel situé à Gruchet-le-Valasse, dans le département de la Seine-Maritime, en Haute-Normandie.

## Historique

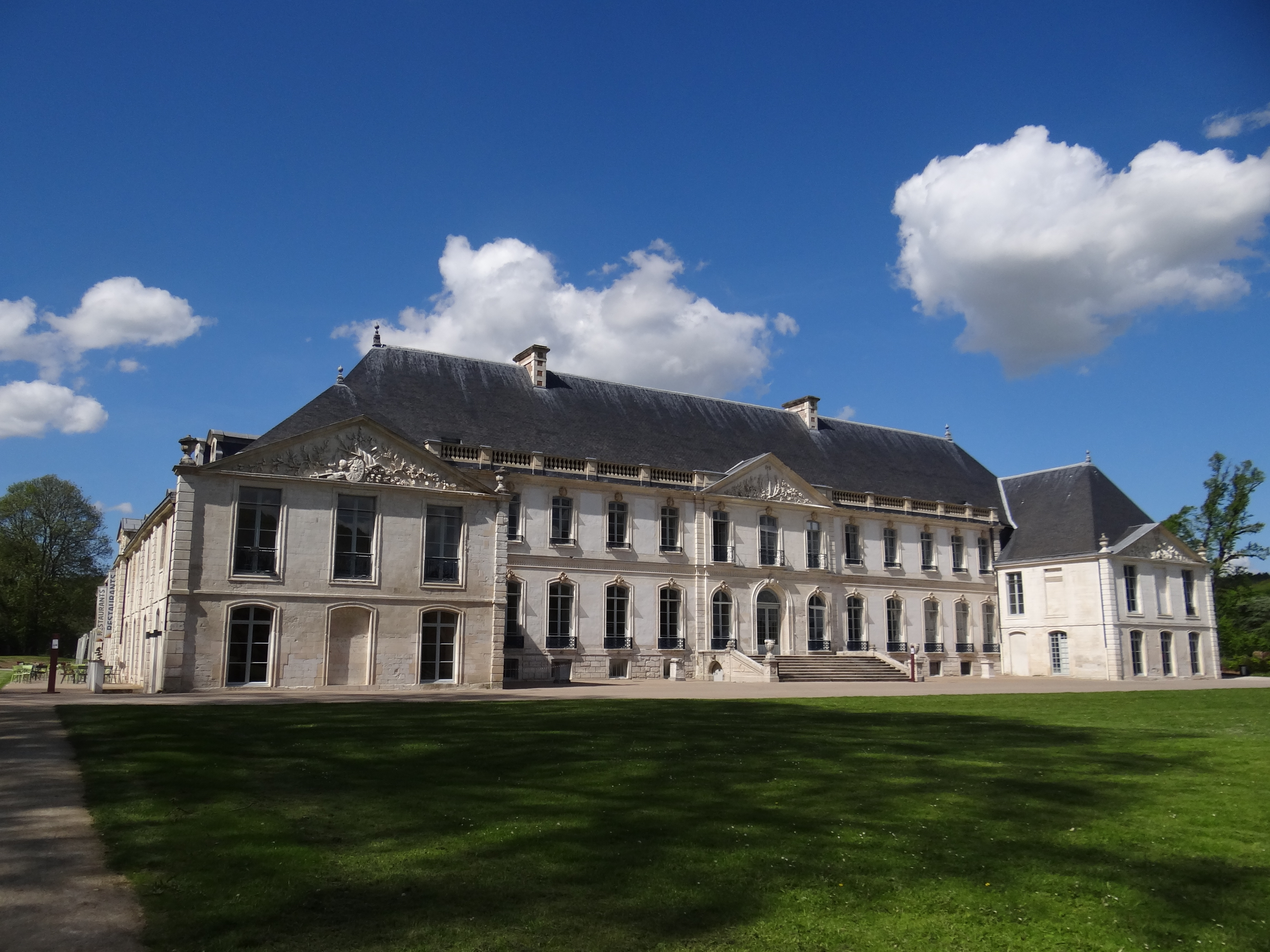
Abbaye du Valasse en 2012.

Le parc de découverte Eana a ouvert ses portes au public le 1er juillet 2008. Il a été créé dans le parc de l’abbaye de Gruchet-le-Valasse aujourd’hui restaurée.
Abbaye construite au XIIe siècle par des moines cisterciens, elle s’embellit et s’agrandit au fil des siècles jusqu’à devenir une des plus puissantes de la région. Quasiment entièrement détruite lors de la guerre de Cent Ans, elle est reconstruite.
Elle est rachetée par la mairie de Gruchet-le-Valasse, et les premiers travaux de restauration commencent avec l’aide de l’Association des Amis de l’abbaye. Puis, un projet de réhabilitation du site se forme, projet qui donnera naissance en 2008 au parc Eana, réalisation de la communauté de communes Caux vallée de Seine.
Ce parc est la vitrine d’un territoire de plus de 70 000 habitants qui, historiquement, doit beaucoup à la pétrochimie et aux industries induites. 80 000 visiteurs sont attendus pour cet investissement global de 30 millions d’euros, dont 10 millions d’euros consacrés à la restauration de l’abbaye.
Le 27 novembre 2012, la communauté de communes Caux-vallée de Seine vote l'arrêt de l'exploitation du parc qui a enregistré 6 millions d'euros de pertes cumulées depuis son ouverture. Le manque de dimension ludique est invoqué pour expliquer cet échec. La gestion du site de l'Abbaye du Valasse est alors confiée à l'office de tourisme qui recentre l'activité sur le tourisme d’affaires et le public local.

## Activités
Les jardins, ainsi que la galerie de l’abbaye sont en libre accès depuis le 1er avril 2012, de 10h à 18h toute l’année, excepté les 25 et 31 décembre ainsi que les jours d’évènements (concerts, spectacles, etc.) et les deux jours précédant ces derniers. Concernant la  Grande Halle, elle est ouverte aux groupes scolaires ainsi qu’aux séminaires d’entreprise. Quant aux salons de l’abbaye, il est également possible de les réserver pour différents événements (séminaires, assemblée, etc.).
Par ailleurs, le parc organise tout au long de l’année diverses manifestations culturelles. En 2012, Eana accueille notamment la première édition de Festi’valasse avec la venue de d’artistes comme Gérard Lenorman, Maurane, Mika, Bénabar ou encore Julian Perretta. Les années précédentes, Eana avait accueilli les concerts de Christophe Maé, Amaury Vassili, Hugues Aufray…

## Thème
En plus des activités précédemment mentionnées, EANA est également un parc de découverte sur l’exploration de la beauté de la planète qui symbolise le dialogue entre l’Homme et la Nature.
En langue same (Laponie), Eana veut dire « terre nourricière ».
Sa visite pour les groupes scolaires est une immersion dans l’histoire de notre Monde : un voyage des origines de l’univers à 2050.
Il amène le visiteur à découvrir les problématiques du développement durable de manière ludique et interactive.
C’est le premier parc de développement durable en France.
Le parc propose quatre parcours déclinés autour de l’exploration et de la découverte de la beauté de notre monde.
- Découvrir les origines : le voyage commence par le « Spectacle des origines », film d’animation sur écran semi-circulaire qui propose un voyage dans le temps du Big Bang à l’apparition de l’Homme. Un jardin de l’âge de la pierre s’ouvre ensuite sur le théâtre de verdure. Découverte du Jardin du Néolithique, du Jardin des plantes voyageuses, du Jardin en liberté, des Bassins des plantes dépolluantes.
- L’Exploration du futur : des espaces technologiques permettent de jouer et d’imaginer différents scénarios du futur.
- Découvrir la nature : les jardins thématiques dévoilent la diversité de nos milieux naturels et l’importance du rôle de chacun.

Les jardins à thèmes sont une invitation à voir, toucher, ressentir et se laisser surprendre par la magie des équilibres naturels.
Découverte des Jardins au fil de l’eau, du Jardin des couleurs et du Jardin des petits (jardin d'éveil des sens).
- L'Exploration de l'histoire : visite libre ou commentée de l'abbaye.

L'Abbaye est un lieu riche et unique de 850 ans d'histoire et de mystères.
- Devenir explorateur : Les animateurs font vivre aux visiteurs des expériences autour de la nature et de l'histoire.

Le parc possède des Ambassadeurs et des Partenaires institutionnels.
Une équipe comptant 30 personnes en haute saison présente 8 week-ends thématiques, 19 représentations son et lumière Les Falaises ardentes, un des plus grands son et lumière de France où l’association AVEC met en scène 300 figurants, 30 cavaliers, 17 tableaux et un spectacle pyrotechnique et laser avec un décor naturel le parc et l’abbaye du Valasse.